# یوری ساویچف
یوری ساویچِف (روسی: Юрий Николаевич Савичев؛ زادهٔ ۱۳ فوریهٔ ۱۹۶۵) بازیکن فوتبال اهل اتحاد جماهیر سوسیالیستی شوروی است.
از باشگاه‌هایی که در آن بازی کرده‌است می‌توان به باشگاه فوتبال المپیاکوس، باشگاه فوتبال تورپدو مسکو، باشگاه فوتبال زاربروکن و باشگاه فوتبال سن پائولی اشاره کرد.